# Språkbanken
 (février 2020).
Språkbanken (littéralement « la banque de langues ») est un projet technologique norvégien conçu pour favoriser la création de solutions langagières technologiques pour la langue norvégienne et pour empêcher la perte de la diversité dialectale. Elle a été créée en 2010. 
Il est ainsi composé de ressources linguistiques numérisées, de données lexicales, de corpus de texte (formel et informel) et de données vocales qui peuvent être utilisées pour des applications linguistiques, en bokmål et en nynorsk.
La banque de langues est située à la Bibliothèque nationale.